# 神奈川県道725号玄倉山北線

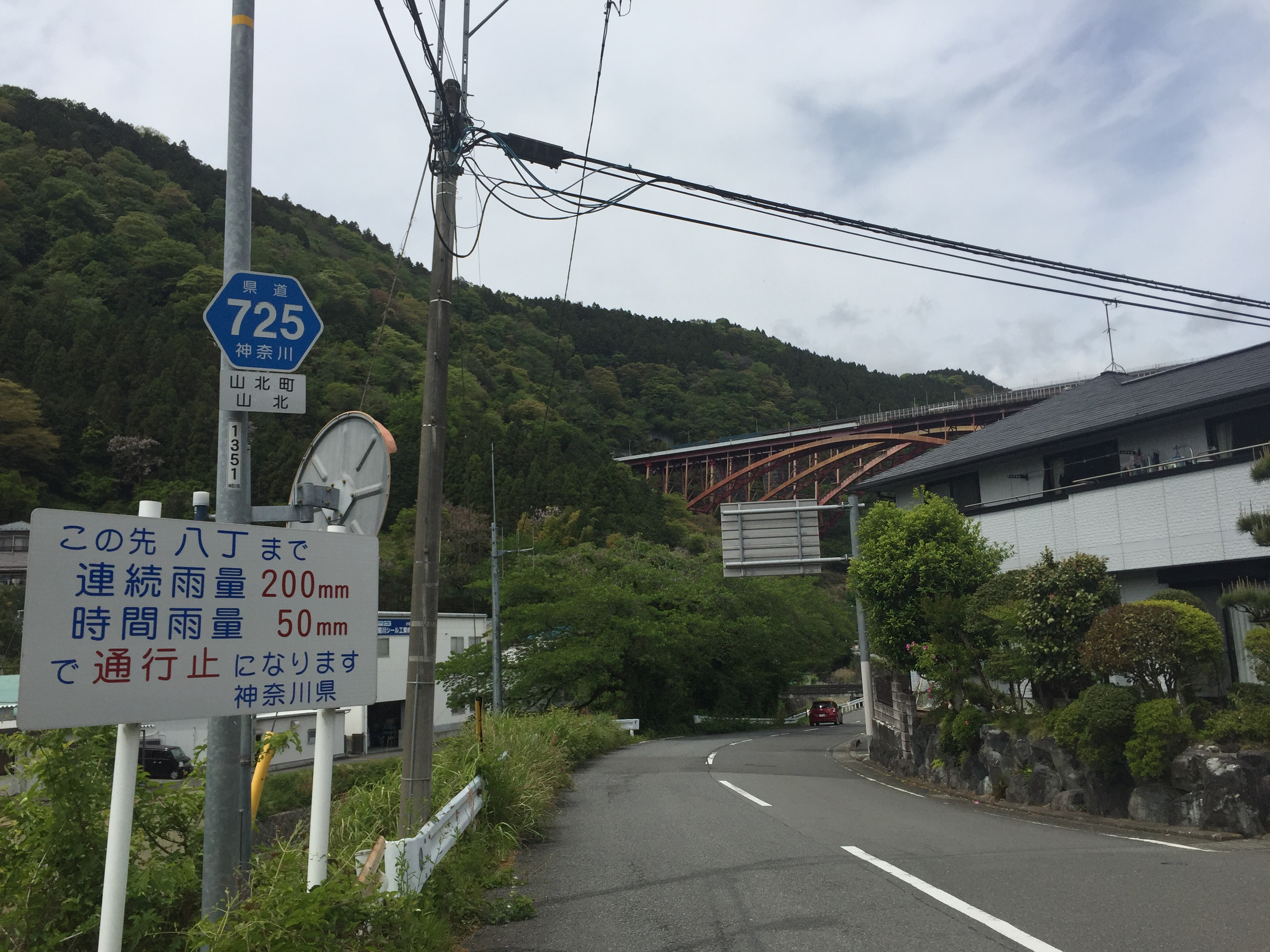
山北町山北。皆瀬川沿いに北上する。右上の橋梁は東名皆瀬川橋

神奈川県道725号玄倉山北線（かながわけんどう725ごう くろくらやまきたせん）は、神奈川県足柄上郡山北町を走る一般県道。

## 概要
丹沢湖東部の玄倉地区と山北町中心部を直接結ぶルートとなる予定であるが、2008年（平成20年）1月現在、起点から山北町皆瀬川までは通行不能（未開通）である。

### 路線データ
- 全長：10.1km（不通区間3.8㎞）
- 起点：足柄上郡山北町玄倉（神奈川県道710号神縄神山線接続・未開通）
- 終点：足柄上郡山北町山北 樋口橋交差点（国道246号・神奈川県道76号山北藤野線・神奈川県道726号矢倉沢山北線接続）
- 管理主体：県西土木事務所（旧松田土木事務所）、足柄上地域行政センター

### 重複区間
- 神奈川県道76号山北藤野線（足柄上郡山北町山北 - 樋口橋交差点）

## 地理

### 通過する自治体
- 神奈川県
  - 足柄上郡山北町

### 交差する道路
- 神奈川県道710号神縄神山線（神奈川県足柄上郡山北町、未供用）
- 神奈川県道76号山北藤野線（神奈川県足柄上郡山北町山北）（以降終点まで重複）
- 国道246号（神奈川県足柄上郡山北町山北 樋口橋交差点）
- 神奈川県道726号矢倉沢山北線（同上）

### 沿線
- 皆瀬川
- 足柄西部環境センター
- 皆瀬川浄水場
- 山北駅